# Мойжеш Давид Кіршбраун
Мойжеш Давид Кіршбраун (пол. Mojżesz Dawid Kirszbraun, 1903 (або 1904)—1942) — польський математик, відомий завдяки теоремі Кіршбрауна про продовження ліпшицевих відображень. Це основна теорема його дисертації, захищеної у Варшаві 1930 року.

## Життєпис
Народився 1903 або 1904 року. Кіршбраун закінчив школу 1922 року. Разом зі своїм однокласником Адольфом Лінденбаумом продовжив навчання у Варшавському університеті. Пізніше він працював актуарієм у страховій компанії.
Загинув у варшавському гетто 1942 року.

## Публікації
- Kirszbraun, M. D. Über die zusammenziehende  und Lipschitzsche Transformationen // Fundamenta Mathematicae. — 1934. — Bd. 22. — S. 77—108.